# Vrouwenkoor

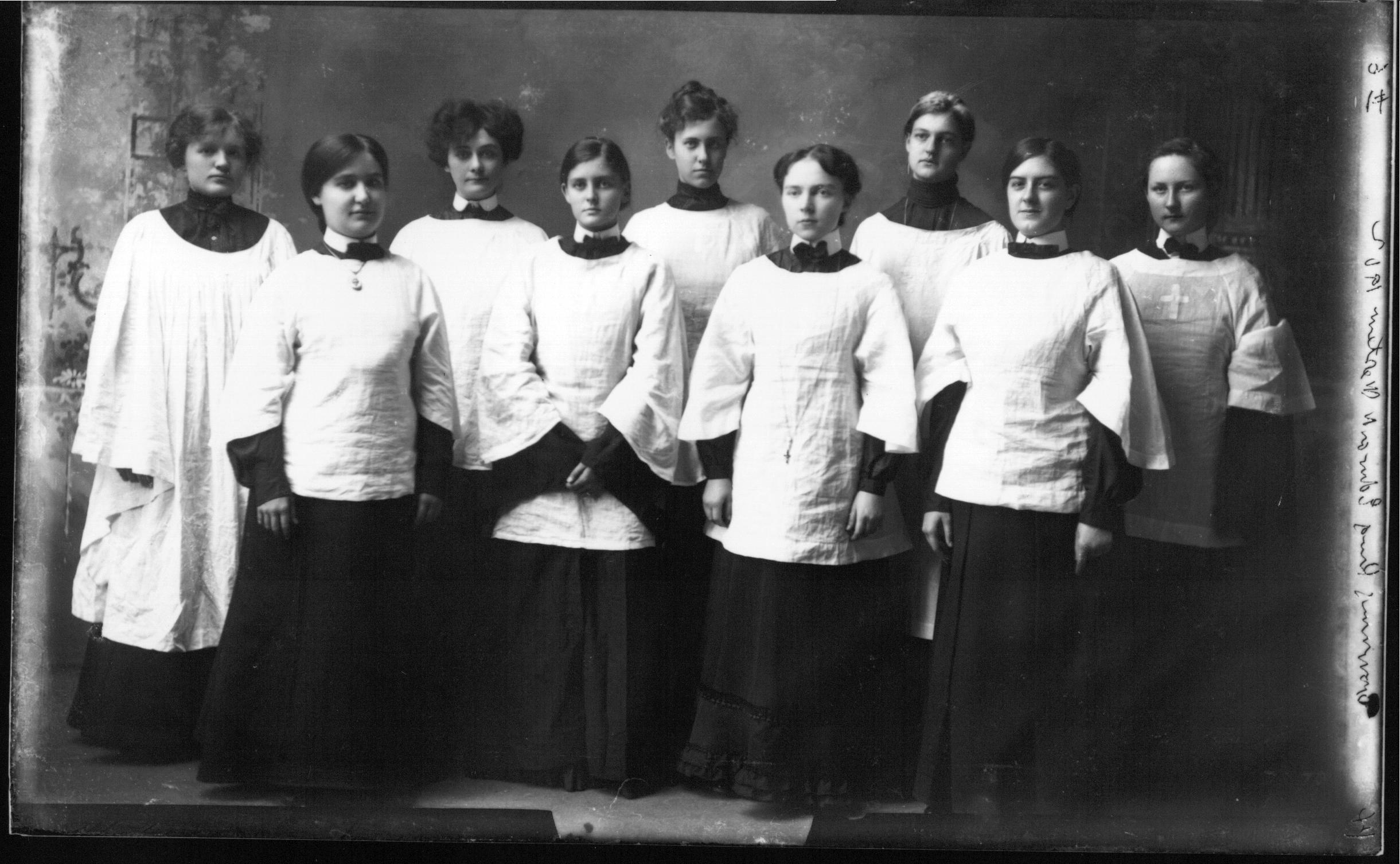
Vrouwenkoor uit 1902

Een vrouwenkoor is een koor bestaande uit louter vrouwelijke stemtypen. De bezetting bevat partijen voor sopraan en alt. Soms zijn de sopranen en alten gesplitst in hoge en lage sopranen, en hoge en lage alten. Hierdoor wordt driestemmige of vierstemmige koorzang mogelijk.

## Geschiedenis
Vrouwenkoren kennen een lange traditie. Ze ontstonden vooral in kloosters, waar de seksen gescheiden waren. De nonnen zongen samen tijdens de diverse kerkelijke vieringen in de diensten.
Ook in andere culturen zoals bij de Amazonen is sprake van gezamenlijke zang door de vrouwen. De muziek had niet enkel een functie in de krijgskunde, maar kende ook een verpozend karakter of religieus aspect. 
Koorzang werd ook gebruikt tijdens gezamenlijke werkzaamheden. Tevens is bekend dat ten tijde van de slavernij de vrouwelijke slaven samen zongen. Een aantal negrospirituals zijn oorspronkelijk ontstaan in bezetting voor vrouwenkoor. 
Beroemd zijn ook de Bulgaarse vrouwenkoren, die zich kenmerken door hun scherpe stemgebruik. Het zingen in vrouwenkoorverband werd ook toegepast tijdens de diverse feministische golven, waar de koorliederen vaak een strijdbaar of verheffend karakter hadden. 
In diverse kampen werden in diverse oorlogssituaties ook vrouwenkoren opgericht, enerzijds om de tijd te doden, anderzijds om verzet te kunnen plegen, of saamhorigheid te kweken onder kampbewoners. Ook was koorzang soms een manier om te overleven. Zo waren in de jappenkampen, en in de concentratiekampen tijdens de Tweede Wereldoorlog diverse vrouwenkoren actief. 
Na de Tweede Wereldoorlog werden ook door de plattelandsvrouwen en verwante organisaties koren opgericht. Ook de AJC kende vrouwengroepen die in koorverband optraden. Tegenwoordig bestaan er verschillende soorten vrouwenkoren, sommige met meer religieuze inslag, andere meer algemeen.

## Gebruik
Veel klassieke componisten schreven werken voor vrouwenkoren, zowel als a capella als in begeleide vorm. 
In de popmuziek worden kleine ensembles van vrouwenstemmen vaak ingezet als 'backing vocals'.